# Vingtenier

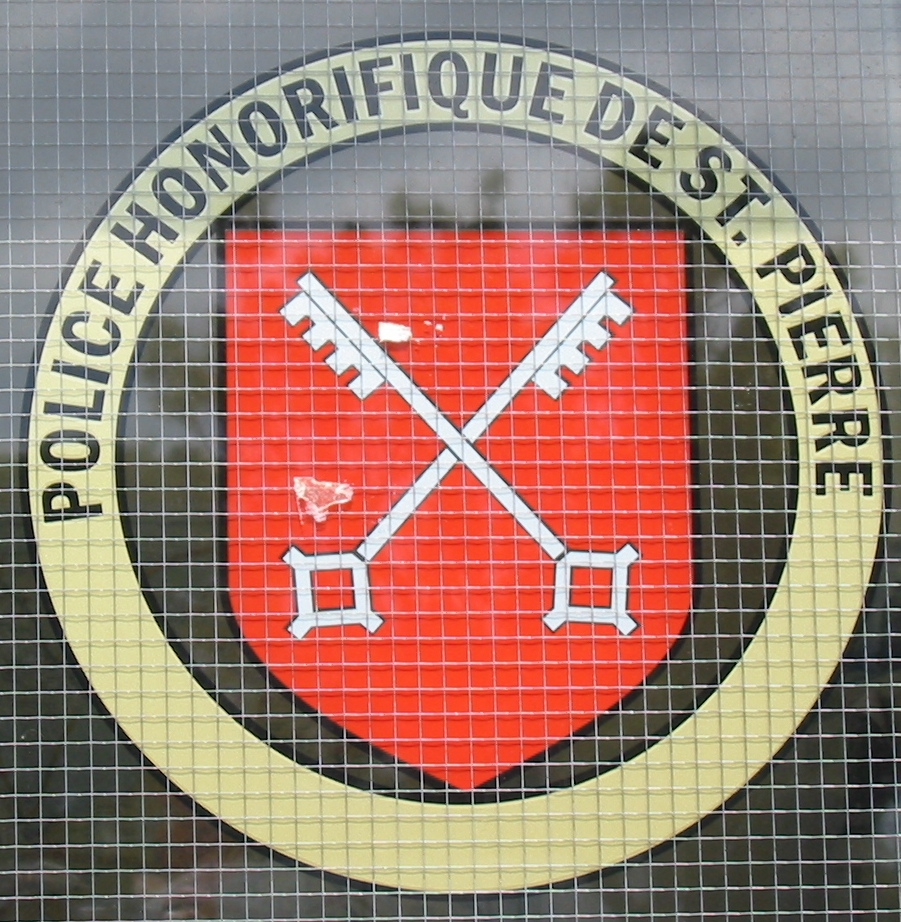
Logo van de Honorary Police van de gemeente St Peter op Jersey met het gemeentewapen.

Een vingtenier is een functionaris van de Honorary Police op Jersey. De gemeenten op Jersey zijn onderverdeeld in een aantal vingtaines en de gemeenteraad kiest voor elke vingtaine twee vingteniers voor een periode van drie jaar. Binnen de gemeente vertegenwoordigen zij hun vingtaine. Ze hoeven niet in de vingtaine te wonen die zij vertegenwoordigen maar wel in de gemeente. 
De hoofdtaak van vingteniers is het handhaven van de openbare orde in hun vingtaine. Daarnaast hebben ze enkele administratieve taken zoals het controleren van de jaarlijkse heggenknip. De vingtenier staat één rang lager dan de centenier in de Honorary Police. Centeniers en vingteniers worden bij de uitvoering van hun taken bijgestaan door agenten.